# Maison des missionnaires de la Croix
La maison des missionnaires de la Croix est une maison située à Sisteron, en France.

## Localisation
La maison est située sur la commune de Sisteron, dans le département français des Alpes-de-Haute-Provence.

## Historique
L'édifice est inscrit au titre des monuments historiques en 1987.